# テトテ
「テトテ with GReeeeN」（テトテ ウィズ グリーン）は、whiteeeenの4枚目のシングル。2017年5月17日にZEN MUSICから発売された。

## 概要
- 女子目線で書かれており、「テトテとテントテン with whiteeeen」と対になっている楽曲である。
- 楽曲はGReeeeNが書き下ろし、コーラスに参加している。
- whiteeeenメンバー曰く、「片思い中の女の子とか、片思いだけど片思いなの？という歌詞に添ってる人に聴いて欲しい」とのこと。
- 曲中のギターはGReeeeNのリーダー・HIDEによるもの。
- 発売に際し、7つのラジオ番組にコメント出演した[1]。

## ジャケット
- ジャケットはイラストレーター・loundrawによるイラストを使用したもの[2]。

## プロモーションビデオ
- 佳島みさ演じる女子生徒が学校中にメモを貼り、泉澤祐希演じる男子生徒を翻弄していくストーリーとなっている[3]。
- GReeeeNが歌う「テトテとテントテン with whiteeeen」では上記の男子生徒視点のプロモーションビデオが存在しており、2つで1つのプロモーションビデオとなっている[4]。
- 広瀬すずと中川大志が出演するMVも存在する。これは初回限定盤に付属しているDVDには収録されずYouTube上で視聴可能となっている。シーブリーズのCMの世界観で制作されており、二人が付き合う以前の様子を描いたオリジナルアナザーストーリーになっている。
- 初回限定盤のDVDに収録されているのは、メンバーが踊るテトテ・ダンスのSpecial Editionである。

## 収録曲
1. テトテ with GReeeeN [4:15]
  - エフティ 資生堂SEA BREEZE 第1弾CMソング
  - 作詞・作曲：GReeeeN　編曲：GReeeeN、高田翼
2. 夏の大三角形 [3:27]
  - 作詞：ミライ　作編曲：高田翼